# Carduelis aurelioi
El verderón de pico fino (Carduelis aurelioi) es una especie extinta de ave paseriforme perteneciente a la familia Fringillidae. Habitó los bosques de la isla de Tenerife (Islas Canarias) durante el Holoceno, extinguiéndose hace menos de trece mil quinientos años. Los restos de once especímenes fueron hallados en la Cueva del Viento, un sistema de tubos volcánicos situado en el norte de la isla. La especie fue descrita en 2010.

## Descripción

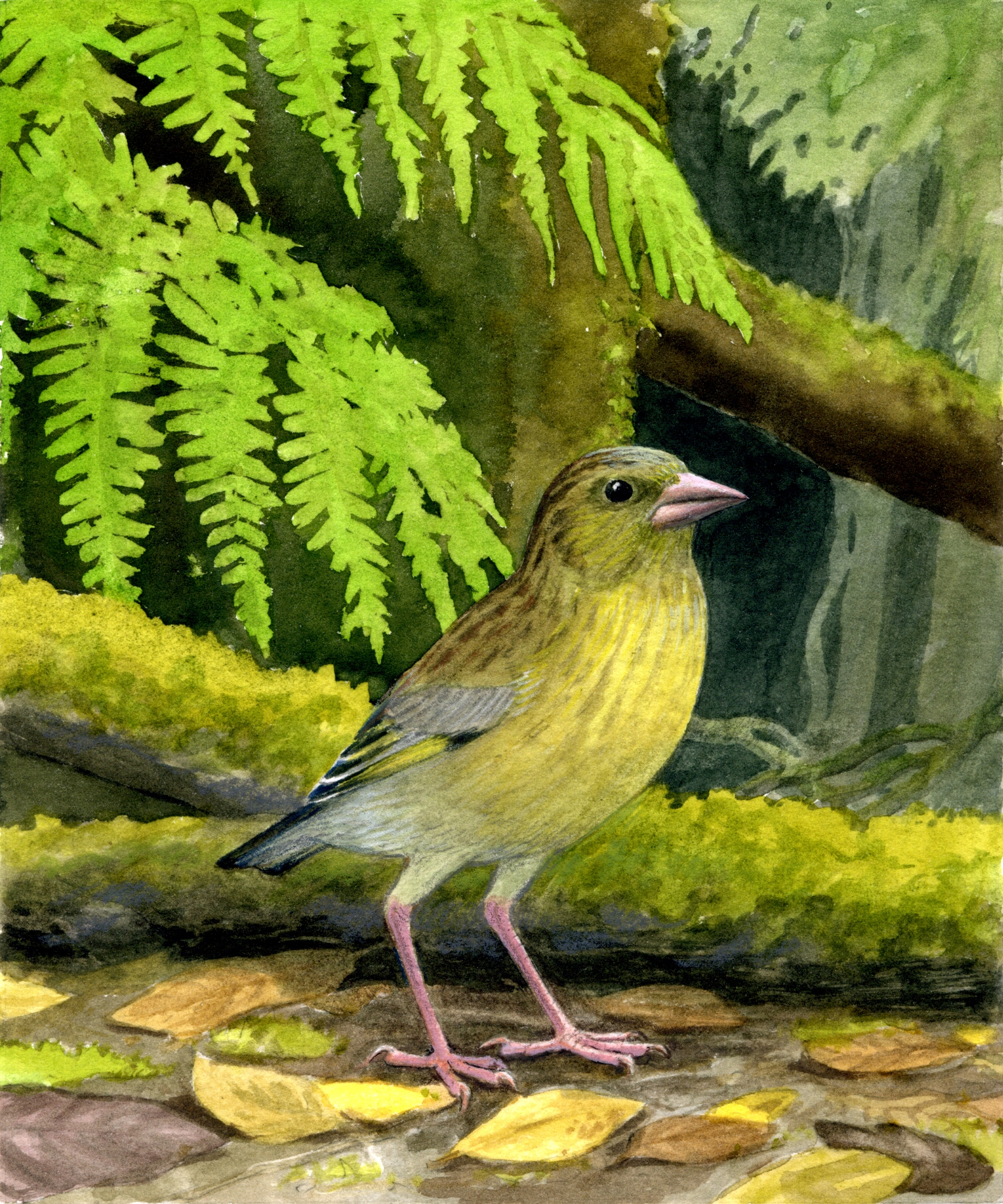
Reconstrucción, por A. Bonner

El verderón de pico fino está estrechamente relacionado con el verderón común (Chloris chloris) y el verderón de Trias (Carduelis triasi). Presenta un gran número de similitudes óseas con estas especies, aunque existen algunas características que lo diferencian de estas. El pico y la mandíbula eran más alargados y esbeltos que los del verderón común, de forma cónica. La zona torácica y las alas, por el contrario, son de menor tamaño, con una longitud alar aproximada de 80 mm. La carga alar en el verderón de pico fino es un 18% mayor que en el verderón común, por lo que se considera que era un volador débil. Respecto a los miembros posteriores, la longitud total es la misma en el verderón de pico fino y el común, pero el fémur es más corto y el tibiotarso más largo en C. aurelioi, con unas proporcionas similares a las del pinzón azul (Fringilla teydea) y el extinto escribano patilargo (Emberiza alcoveri) El peso de esta especie se estima en unos 22 g.

## Hábitat y ecología
El verderón de pico fino habitaba los bosques de la isla de Tenerife, probablemente alimentándose de semillas del bosque de laurisilva. Las características de las alas y las patas sugieren un estilo de vida más terrestre para el verderón de pico fino respecto al verderón común, por lo que esta especie pasaría gran parte del tiempo cerca del suelo. La forma cónica del pico, en contraste a la forma más piramidal del verderón común, parece implicar una mayor flexibilidad en la dieta de esta especie.
La forma y tamaño del pico del verderón de pico fino se encuentran en una posición intermedia entre los de otros dos fringílidos de Tenerife: el pinzón azul y el pinzón común (Fringilla coelebs), rellenando un hueco en el espectro que no se explicaba antes del descubrimiento de la especie. En la descripción de esta especie se deduce un desplazamiento de caracteres como causa de la diferencia en el tamaño de los picos de las tres aves, que cohabitaron en la isla durante 1 millón de años aproximadamente: las tres especies ocupan nichos ecológicos similares, pero la competencia entre estas y los diferentes tiempos de llegada a la isla causaron una divergencia en la forma y tamaño de los picos, así como en el nicho que cada ave ocupaba. Los ancestros del pinzón azul y el verderón de pico fino llegaron a las islas mucho antes que el pinzón común, lo que permitió que desarrollaran picos más robustos para alimentarse de las semillas disponibles en la isla. Este esquema se repite en otras islas del archipiélago, aunque las diferencias en las características, tiempos de formación e historia de colonización de las aves resultan en una composición de especies diferentes en cada isla.